# Haugh (Lincolnshire)
Haugh est une paroisse civile et un village du Lincolnshire, en Angleterre.